# 양파 그레이비
양파 그레이비는 양파로 만든 그레이비의 일종이다. 다양한 종류의 양파가 그레이비를 만드는 데 사용된다. 일부 조리법에서는 양파를 캐러멜화한다. 양파 그레이비는 돼지고기, 소고기 스테이크, 미트로프, 햄버거, 뱅어스 앤 매시, 핫도그, 감자튀김 등 다양한 음식에 곁들여 먹을 수 있다. 비건 양파 그레이비도 있으며, 이 경우 세이탄 육수를 사용하여 만들 수 있다. 고체 소스 바와 같은 미리 만들어진 혼합물과 제형도 존재한다.

## 재료

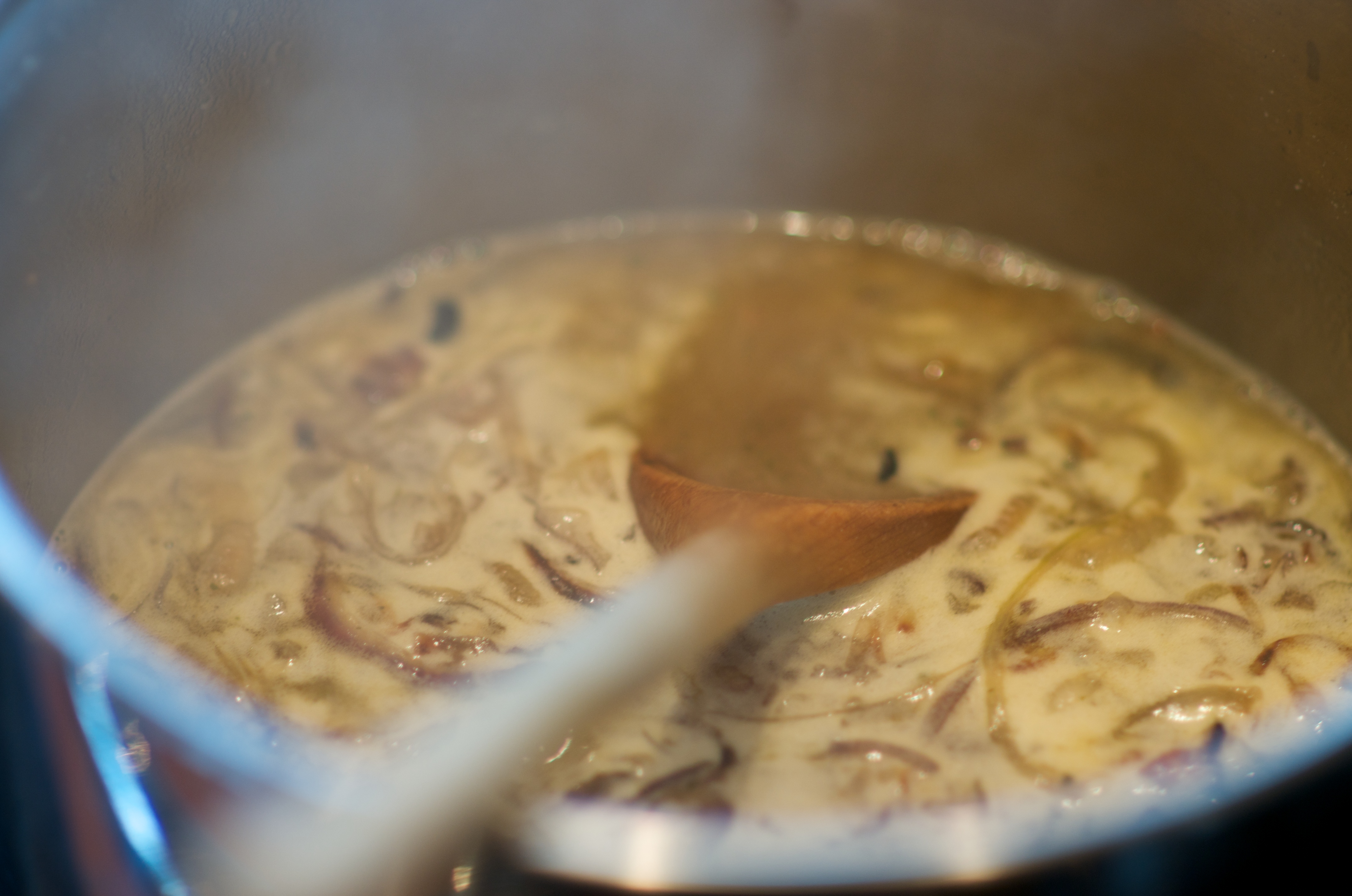
구운 양파 그레이비

주요 재료로는 양파, 소고기 또는 닭고기 밑국물과 같은 맑은국 또는 육수, 그리고 밀가루가 포함된다. 일부 버전에서는 단양파를 사용하며, 일부 버전에서는 맥주 또는 적포도주를 그레이비에 넣기도 한다. 추가 재료로는 크림, 마늘, 빵가루, 버터, 식물성 기름, 황설탕 등이 있을 수 있다. 소금, 후추, 세이지, 오레가노, 타임 등 다양한 허브와 향신료를 사용할 수 있다.

## 같이 보기
- 그레이비 목록
- 소스 목록
- 양파 소스
- 음식 포털